# Viviane Reding
Viviane Reding (Esch-sur-Alzette, 27 april 1951) is een Luxemburgse journaliste en politica. Ze is lid van de christendemocratische CSV en behoort dus tot de Europese Volkspartij. Sinds 1 juli 2014 is ze lid van het Europees Parlement. Daarvoor was zij driemaal Europees commissaris.
Reding bezocht het Lycée Hubert-Clément in Esch. Ze behaalde in 1978 een graad in de menswetenschappen aan de Sorbonne te Parijs.
Na voltooiing van haar studie ging zij werken voor de krant Luxemburger Wort. 
Sinds 1979 is Reding actief voor de christendemocratische partij in de Luxemburgse politiek, onder andere in het Luxemburgse parlement en in de gemeenteraad van haar woonplaats Esch-sur-Alzette. Van 1989 tot 1999 is ze lid van het Europees Parlement. In 1992 kreeg ze het Creu de Sant Jordi, een van de hoogste onderscheidingen van de Catalaanse regering.
Van september 1999 tot november 2004 was ze lid van de commissie-Prodi als commissaris voor Onderwijs, cultuur, jeugdzaken, media, sport. Van november 2004 tot eind 2009 is zij opnieuw Europees Commissaris, ditmaal voor Informatiemaatschappij en Media. Tussen 2010 en 2014 beheert ze in haar derde termijn de portefeuille Justitie en mensenrechten.

## Persoonlijk
Reding heeft drie kinderen.
Joaquín Almunia · Catherine Ashton · José Manuel Barroso · Jacques Barrot · Joe Borg · Karel De Gucht · Stavros Dimas · Benita Ferrero-Waldner · Ján Figeľ · Franco Frattini · Mariann Fischer Boel · Dalia Grybauskaitė · Danuta Hübner · Siim Kallas · Meglena Koeneva · László Kovács · Neelie Kroes · Markos Kyprianou · Peter Mandelson · Charlie McCreevy · Louis Michel · Leonard Orban · Andris Piebalgs · Janez Potočnik · Viviane Reding · Olli Rehn · Paweł Samecki · 
Algirdas Šemeta · Vladimír Špidla · Antonio Tajani · Androulla Vassiliou · Günter Verheugen · Margot Wallström
Joaquín Almunia · László Andor · Catherine Ashton · Michel Barnier · José Manuel Barroso · Tonio Borg (vanaf 28 november 2012) · Dacian Cioloş · John Dalli (tot 16 oktober 2012)  · María Damanáki · Jacek Dominik (sinds 16 juli 2014) · Štefan Füle · Karel De Gucht  · Máire Geoghegan-Quinn · Kristalina Georgieva · Johannes Hahn · Connie Hedegaard · Siim Kallas · Jyrki Katainen (sinds 16 juli 2014) · Neelie Kroes · Janusz Lewandowski (tot 1 juli 2014) · Cecilia Malmström · Neven Mimica · Ferdinando Nelli Feroci (sinds 16 juli 2014) · Günther Oettinger · Andris Piebalgs · Janez Potočnik · Viviane Reding (tot 1 juli 2014) · Olli Rehn (tot 1 juli 2014) · Martine Reicherts (sinds 16 juli 2014) · Maroš Šefčovič · Algirdas Šemeta · Antonio Tajani (tot 1 juli 2014) · Androulla Vassiliou
 Joaquín Almunia ·  Michel Barnier* ·  Jacques Barrot ·  Frits Bolkestein ·  Philippe Busquin* ·  David Byrne ·  Anna Diamandopoulou* ·  Stavros Dimas ·  Franz Fischler ·  Neil Kinnock ·  Pascal Lamy ·  Erkki Liikanen* ·  Louis Michel ·  Mario Monti ·  Poul Nielson ·  Loyola de Palacio ·  Christopher Patten ·  Romano Prodi ·  Viviane Reding ·  Olli Rehn ·  Michaele Schreyer ·  Pedro Solbes* ·  Günter Verheugen ·  António Vitorino ·  Margot Wallström 
  * afgetreden  
 
 Gastcommissarissen:  Péter Balázs ·  Joseph Borg ·  Ján Figel' ·  Dalia Grybauskaitė ·  Danuta Hübner ·  Siim Kallas ·  Sandra Kalniete ·  Markos Kyprianou ·  Janez Potočnik ·  Pavel Telička
- Gemeinsame Normdatei: 139893687
- International Standard Name Identifier: 0000 0001 1001 579X
- Library of Congress Control Number: nb2003076512
- Nationale Bibliotheek van Tsjechië: mzk2004231170
- Nationale Bibliotheek van Israël: 987007337424605171
- Nationale Bibliotheek van Polen: a0000002933148
- Parlement.com: vgg51g6u28xn
- Système universitaire de documentation: 08845696X
- Virtual International Authority File: 102728131
- WorldCat: E39PBJx8JTy7wvQVyVdqFVH9jC